# نووبارنائولکا
نووبارنائولکا (به لاتین: Novobarnaulka) یک منطقهٔ مسکونی در روسیه است که در سرزمین آلتای واقع شده‌است.